# Ерыклы
Ерыклы́ (тат. Зирекле) — село в Новошешминском районе Республики Татарстан. Административный центр Зиреклинского сельского поселения.

## Этимология
Топоним произошёл от фитонима «зирек» (ольха).

## География
Расположено на левом берегу Кичуя в 18 км к северо-востоку от Новошешминска. Вдоль южной окраины села проходит автодорога Р239 Казань — Оренбург.

## История
Основано в 1730-е годы. До 1860-х годов жители относились к сословию государственных крестьян. Занимались земледелием, разведением скота. 
В 1857 году в селе была построена мечеть. 
В «Списке населенных мест по сведениям 1859 года», изданном в 1866 году, населённый пункт упомянут как казённая деревня Кичу-Адамча (Ерыкла) 1-го стана Чистопольского уезда Казанской губернии. Располагалась при речке Ерыклинке, на Оренбургском почтовом тракте, в 56 верстах от уездного города Чистополя и в 15 верстах от становой квартиры в казённом пригороде Новошешминске. В деревне в 133 дворах жили 797 человек (407 мужчин и 390 женщин). Были мечеть, почтовая станция, этап.
По сведениям переписи 1897 года, в деревне Ерыкла (Кичу-Адамчи) Чистопольского уезда Казанской губернии жили 1525 человек (737 мужчин и 788 женщин), из них 1521 мусульманин.
В начале XX века здесь располагались волостное правление, почтовая станция, действовали 2 мечети (мечеть второй махалли открылась в 1905 году; памятник архитектуры), 5 бакалейных лавок; базар и ярмарка. В этот период земельный надел сельской общины составлял 2462 десятины. 
До 1920 года село являлось центром Ерыклинской волости Чистопольского уезда Казанской губернии. С 1920 года в составе Чистопольского кантона ТАССР. С 10.08.1930 в Новошешминском, с 19.02.1944 в Ямашинском, с 07.12.1956 в Новошешминском, с 01.02.1963 в Чистопольском, с 26.04.1983 в Новошешминском районах.

## Население
| 1782 | 1859 | 1897 | 1908 | 1920 | 1926 | 1938 | 1949 | 1958 | 1970 | 1979 | 1989 | 2002 | 2022 |
| ---- | ---- | ---- | ---- | ---- | ---- | ---- | ---- | ---- | ---- | ---- | ---- | ---- | ---- |
| 170  | 797  | 1485 | 1831 | 1905 | 1455 | 1768 | 1505 | 1695 | 1808 | 1353 | 946  | 808  | 683  |

Национальный состав
Согласно результатам переписи 2002 года, в национальной структуре населения села татары составляли 98% из 808 человек.

## Экономика
Полеводство, молочное скотоводство, овцеводство, свиноводство. Действуют крестьянские (фермерские) хозяйства. Паевые земли населения арендует ООО «Агрофирма «Татарстан».

## Инфраструктура
Средняя школа — лицей, детский сад, участковая больница, отделение почтовой связи, пожарная часть, музей истории села, клуб, библиотека, подростковый клуб.